# Anemone begoniifolia
Anemone begoniifolia är en ranunkelväxtart som beskrevs av H. Lév. och Eugène Vaniot. Anemone begoniifolia ingår i släktet sippor, och familjen ranunkelväxter. Inga underarter finns listade i Catalogue of Life.